# Jardines canastero
De Jardines canastero (Asthenes flammulata) is een zangvogel uit de familie Furnariidae (ovenvogels). De Nederlandse naam verwijst naar de Engelse ornitholoog William Jardine die deze vogel in 1850 geldig heeft beschreven. 

## Verspreiding en leefgebied
Deze soort komt voor van Colombia tot centraal Peru en telt vijf ondersoorten:
- A. f. multostriata: de oostelijke Andes van Colombia.
- A. f. quindiana: de centrale Andes van Colombia.
- A. f. flammulata: de westelijke Andes van zuidelijk Colombia, Ecuador en extreem noordelijk Peru.
- A. f. pallida: noordwestelijk Peru.
- A. f. taczanowskii: noordelijk en centraal Peru.

## Status
De grootte van de populatie is niet gekwantificeerd maar de soort wordt omschreven als vrij algemeen. Op de Rode lijst van de IUCN heeft deze soort de status niet bedreigd.